# Trần Hưng Đạo, Thủy Nguyên
Trần Hưng Đạo là một phường thuộc thành phố Thủy Nguyên, thành phố Hải Phòng, Việt Nam.

## Địa lý
Phường Trần Hưng Đạo nằm ở phía bắc thành phố Thủy Nguyên, có vị trí địa lý:
- Phía đông giáp phường Hòa Bình
- Phía tây giáp phường Lê Hồng Phong và xã Quang Trung
- Phía nam giáp phường Thiên Hương và phường Thủy Đường
- Phía bắc giáp phường Lưu Kiếm và xã Liên Xuân.

Phường Trần Hưng Đạo có diện tích 11,99 km², dân số năm 2023 là 19.311 người, mật độ dân số đạt 1.614 người/km².

## Lịch sử
Trước đây vùng đất Kênh Giang thuộc tổng Dưỡng Chân (Dưỡng Chính).
Trước năm 1945, địa bàn xã Đông Sơn thuộc làng Thiện Đông và Trúc Sơn của tổng Trịnh Xá và tổng Dưỡng Chân (Dưỡng Chính).
Năm 1945 – 1951, làng Thiên Đông thuộc xã Thiên Hưng và làng Trúc Sơn thuộc xã Song Sơn rồi xã Mỹ Sơn.
Tháng 3 năm 1952, thành lập xã Đông Sơn trên cơ sở 5 thôn: Thiên Đông, Trúc Sơn, Trà Sơn, Mỹ Giang, Trại Kênh của xã Đông Sơn.
Năm 1956, thành lập xã Kênh Giang trên cơ sở 3 thôn: Trà Sơn, Mỹ Giang, Trại Kênh của xã Đông Sơn.
Ngày 27 tháng 10 năm 1962, Quốc hội ban hành Nghị quyết về việc sáp nhập tỉnh Kiến An vào thành phố Hải Phòng. Khi đó, xã Kênh Giang và xã Đông Sơn thuộc huyện Thủy Nguyên, thành phố Hải Phòng.
Năm 2021, xã Đông Sơn có 2 làng: Thiên Đông, Trúc Sơn với 9 thôn: 1, 2, 3, 4, 5, 6, 7, 8, Núi.
Ngày 20 tháng 7 năm 2022, HĐND TP. Hải Phòng ban hành Nghị quyết số 26/NQ-HĐND về việc:
- Sáp nhập Thôn Núi vào Thôn 1.
- Sáp nhập Thôn 3 và một phần Thôn 4 vào Thôn 2.
- Thành lập Thôn 3 trên cơ sở một phần của Thôn 4 và một phần của Thôn 5.
- Thành lập Thôn 4 trên cơ sở một phần Thôn 5 và Thôn 6.
- Đổi tên Thôn 7 thành Thôn 5.
- Đổi tên Thôn 8 thành Thôn 6.

Ngày 24 tháng 10 năm 2024, Ủy ban Thường vụ Quốc hội ban hành Nghị quyết số 1232/NQ-UBTVQH15 về việc sắp xếp đơn vị hành chính cấp huyện, cấp xã của thành phố Hải Phòng giai đoạn 2023 – 2025 (nghị quyết có hiệu lực từ ngày 1 tháng 1 năm 2025). Theo đó, thành lập phường Trần Hưng Đạo thuộc thành phố Thủy Nguyên trên cơ sở toàn bộ 4,71 km² diện tích tự nhiên, quy mô dân số là 7.402 người của xã Đông Sơn và toàn bộ 7,28 km² diện tích tự nhiên, quy mô dân số là 11.909 người của xã Kênh Giang.
Phường Trần Hưng Đạo có 11,99 km² diện tích tự nhiên và quy mô dân số là 19.311 người.

## Văn hóa
Phường có đình Trà Sơn, đình Trại Kênh, đền Nghè, đền Chợ Giá, chùa Trà Sơn, chùa Linh Chương, chùa Linh Sơn.

## Xã hội
Giáo dục
- Trường Mầm non Đông Sơn.
- Trường Tiểu học Đông Sơn.
- Trường THCS Trần Hưng Đạo.